# 2022全球华语大学生短诗大赛

活动海报

2022全球华语大学生短诗大赛，又称第五届全球华语大学生短诗大赛，是由上海交通大学主办，中国青少年新媒体协会、中国作家协会《诗刊》社、中华诗词学会、中国诗歌学会指导，上海交通大学博闻研微网络文化工作室承办的短诗征文比赛，包含文本诗和镜头诗赛道，以“人生总要写首像样的诗”为主题。据主办方介绍，大赛旨在为全球华语大学生提供一个诗歌交流的平台，以短诗会友，以短诗抒情，以短诗为媒，书写青年人眼中的世界。

## 大赛规则
全球所有高校在读学生（含大专、本科、硕士研究生、博士研究生）及最近三届毕业的高校学生（即2021届毕业生、2020届毕业生、2019届毕业生）均可参与此比赛。在参赛作品的内容和形式上，新诗须在两行至十四行（含）之间。旧体诗词限140字以内，须基本符合旧体诗词格律和押韻要求，内容不可具有商业性质，不得违背法律法规、社会公德等，且必须是未正式发表过的原创作品。每名参赛者最多可投两篇稿件。大赛共设预选、初评、复评和终评四个评选环节。

## 相关事件
“2022全球华语大学生短诗大赛”入围作品中，有多首涉及2019冠状病毒病疫情和徐州八孩母親事件的诗歌，但这些诗歌在被主办单位上传至微博后又集体消失，引起外界的关注。

### 非必要离校
非必要离校是一首描述了疫情防控期间，学生们期待能在“非必要”状况下离开校园的短诗，是“2022全球华语大学生短诗大赛”投稿入围作品之一，编号是669，由当时正在中央美术学院就读美术史专业的学生朱皓月所创，全文仅146字，但却引发共鸣，吸引许多读者。
全诗内容如下：

实习 挂号 雅思课 算是必要的吧

那 蹲守一朵飞檐上的云呢

捂回一袋板栗呢

被落叶淋上头发呢

坐两个小时昏昏欲睡的校车 去牵另一半的手呢

万一 这张照片被传成经典呢

万一 这袋板栗分给了一个濒临崩溃的同学呢

万一 淋湿的是一个诗人呢

万一 这辈子就是他呢

疫情让这一切都变成了正襟危坐的必要

诶 人间是由无数个非必要组成的呀

据称，非必要离校这首小诗于2022年4月12日被宣布入围，不过这首小诗最初去年就被朱皓月发在了微信朋友圈中，也有不少朋友给她点赞。对于参与此次短诗大赛，她表示：“其实我当时都没有想过作为一首诗歌来创作，但是这么一小段话能够触动大家的内心，给大家带来片刻的感动，让大家获得温暖和力量，我实在非常荣幸。”面对网友们对她的赞誉，朱皓月一方面觉得很高兴，另一方面也表示“其实不是我‘诗’写得有多好，大家爱上的那个‘诗人’，其实是困境中还能坚守诗意的自己。”对于这首小诗，朱皓月也认为“我当时写的时候也只是为了捕捉一瞬间的感受，而当大家读起这首诗的时候，能有一瞬间感觉到这里的文字是真诚的、是鲜活的，那就足够了。”她同样也认为，这种诗意的闪光是存在于生活的各个角落当中的。
揚子晚報網评价称，这首诗“一下子戳中了众多网友的心”，“唤起了大家对于生活中那些浪漫而琐碎片段的回忆”，报道中还引述网友评价称，“只是读了这首诗，我的眼泪止不住的流”。
自由亚洲电台评价称，这首诗全诗没有标点，但诗歌的气息带有明确的指向，或质疑，或叹息。毕业于中央美术学院的向莉称，这首诗有很鲜明的艺术生的痕迹，往下延伸可以看到很多现实问题。
中国大陆在2019冠状病毒病疫情期间，为了防范疫情扩大，有时会针对大学校园采取“非必要不得离校”的防疫政策。

### 其它诗歌
除了非必要离校这首短诗，“2022全球华语大学生短诗大赛”上，学生投稿且入围的作品还有谈及李文亮的史记；谈及徐州八孩母親事件的他的床头长出一个女人等。这些作品均在微博上被屏蔽。